# 兼山口駅
兼山口駅（かねやまぐちえき）は、かつて岐阜県可児郡兼山町（現・可児市）にあった名古屋鉄道八百津線の駅である。

## 歴史
- 1930年（昭和5年）4月30日：東美鉄道の駅として開業。
- 1943年（昭和18年）3月1日：名古屋鉄道が東美鉄道を合併、同社の東美線の駅となる。
- 1948年（昭和23年）5月16日：線名改称により八百津線の駅となる。
- 1961年（昭和36年）
  - 年度内：貨物営業廃止[2]。
  - 11月3日：行違い設備廃止[3]。
- 1963年（昭和38年）7月16日：無人化[4]。
- 2001年（平成13年）10月1日：八百津線の廃線に伴い廃止。

## 駅構造
廃止時点では1面1線の地上駅であり、利用客専用の便所と自転車置き場があった。かつては丸山水力発電所建設工事のため列車交換が可能であった。

### 配線図
| ← 明智駅   | 兼山口駅 構内配線略図 | → 八百津方面 |
| 凡例 出典: |                       |              |

## 乗客・貨物の推移
- 『名古屋鉄道百年史』によると1992年度当時の1日平均乗降人員は111人であり、この値は岐阜市内線均一運賃区間内各駅（岐阜市内線・田神線・美濃町線徹明町駅 - 琴塚駅間）を除く名鉄全駅（342駅）中335位、広見線・八百津線（16駅）中16位であった[1]。
- 『『岐阜県統計書デジタルアーカイブ』』による統計は以下の通り（1936-1954年は該当項目なし、1964年以降はネット未公開）

| 年度 | 乗車人員 | 降車人員 | 貨物発送トン | 貨物到着トン |
| ---- | -------- | -------- | ------------ | ------------ |
| 1930 | 10,502   | 9,357    | 118          | 254          |
| 1931 | 9,290    | 8,845    | 202          | 407          |
| 1932 | 8,223    | 7,468    | 97           | 200          |
| 1933 | 9,446    | 8,389    | 133          | 343          |
| 1934 | 8,847    | 8,425    | 128          | 136          |
| 1935 | 13,678   | 13,809   | 111          | 139          |
|      |          |          |              |              |
| 1955 | 57,857   | 57,588   | 501          | 563          |
| 1956 | 60,662   | 60,193   | 380          | 813          |
| 1957 | 66,813   | 66,230   | 6,156        | 139          |
| 1958 | 71,792   | 71,954   | 1,106        | 174          |
| 1959 | 73,661   | 73,790   | 787          | 219          |
| 1960 | 71,910   | 71,909   | 0            | 27           |
| 1961 | 66,614   | 67,384   | 0            | 0            |
| 1962 | 71,442   | 71,931   | 0            | 0            |
| 1963 | 56,696   | 56,839   | 0            | 0            |

## 駅周辺
次の兼山駅との間に、八百津線で唯一のトンネルがあった。
- 東海環状自動車道（近くにインターチェンジは無い。但し八百津線があった頃には開通していない）
- 古城山（兼山城址）
- 兼山湊跡

## 隣の駅
名古屋鉄道
八百津線
明智駅 - 兼山口駅 - 兼山駅
- 1965年4月5日までは、明智駅との間に東伏見駅が、兼山駅との間に城門駅が存在した。